# Luca Agamennoni
Luca Agamennoni (ur. 8 sierpnia 1980 w Livorno) – włoski wioślarz, srebrny medalista w wioślarskiej czwórce podwójnej podczas Letnich Igrzysk Olimpijskich w Pekinie.

## Osiągnięcia
- Mistrzostwa Świata – Lucerna 2001 – czwórka ze sternikiem – 2. miejsce[1].
- Igrzyska Olimpijskie – Ateny 2004 – czwórka bez sternika – 3. miejsce[1].
- Mistrzostwa Świata – Gifu 2005 – dwójka bez sternika – 3. miejsce[1].
- Mistrzostwa Świata – Eton 2006 – ósemka – 2. miejsce[1].
- Mistrzostwa Świata – Monachium 2007 – ósemka – 15. miejsce[1].
- Mistrzostwa Europy – Poznań 2007 – jedynka – 11. miejsce[2].
- Igrzyska Olimpijskie – Pekin 2008 – czwórka podwójna – 2. miejsce[1].
- Mistrzostwa Świata – Poznań 2009 – czwórka podwójna – 6. miejsce[2].
- Mistrzostwa Europy – Brześć 2009 – czwórka podwójna – 7. miejsce[2].